# Stadion am Lotter Kreuz
Das Stadion am Lotter Kreuz ist ein Fußballstadion in der nordrhein-westfälischen Gemeinde Lotte im Tecklenburger Land. Die Arena verfügt insgesamt über 10.059 Plätze, davon 2.370 Sitzplätze und 7.689 Stehplätze. Der Fußballverein Sportfreunde Lotte trägt hier seine Heimspiele aus.

## Geschichte
Auf der am 19. Juli 1986 eröffneten Anlage wurde seit 2003 die Haupttribüne Schritt für Schritt erweitert. Im Jahr 2007 wurde noch eine überdachte, doppelstöckige Tribüne in der Westkurve fertiggestellt, wobei hier der Unterrang nicht voll von der Überdachung abgedeckt wird. Unter dieser Tribüne befinden sich die Duschen und Umkleidekabinen, von denen man direkt auf das Spielfeld gelangen kann.
Die Nordgerade (Gegentribüne) wurde im Sommer 2008 ausgebaut und reicht damit über die gesamte Länge des Platzes. Sie bietet 2.700 Stehplätze und ist komplett überdacht, wobei auch hier Teile des Unterrangs nicht voll von der Überdachung abgedeckt werden. Die Haupttribüne wurde zur Saison 2010/11 noch einmal erweitert. Damit stieg die Kapazität des Stadions auf 7.474 Plätze (2.370 Sitz- und 5.104 Stehplätze), die fast alle überdacht sind.
In der Aufstiegsrunde zur 3. Liga der Saison 2012/13 wurde im Rückspiel gegen den RB Leipzig ein Zuschauerrekord von 5.604 aufgestellt.
Durch den Aufstieg in die 3. Liga am Ende der Saison 2015/16 wurde eine Aufstockung des Stadions auf mehr als 10.000 Plätze nötig. Hierzu wurde in der Sommerpause 2016 eine neue, zunächst unüberdachte Tribüne auf der Ostseite des Stadions gebaut, wo sich bisher eine große Werbewand befunden hatte. Darüber hinaus wurden in der Nord-West-Ecke des Stadions eine LED-Videowand und rund um das Spielfeld Werbe-Drehbanden installiert.
Beim DFB-Pokalspiel gegen Werder Bremen am 21. August 2016 war zum ersten Mal die neue Osttribüne im Einsatz. Mit 10.059 Zuschauern wurde ein neuer Zuschauerrekord aufgestellt.
Am 18. August 2018 trug der SV Rödinghausen sein DFB-Pokalspiel gegen Dynamo Dresden im Frimo Stadion aus und gewann mit 3:2 nach Verlängerung.
Da der Drittligist KFC Uerdingen 05 zum wiederholten Male die Miete für die Merkur Spiel-Arena in Düsseldorf nicht bezahlt hatte, untersagte der Betreiber im Januar 2021 die Austragung weiterer Spiele. Daraufhin mietete sich der Verein für seine restlichen 9 Heimspiele der Saison 2020/21 im Stadion am Lotter Kreuz ein.
In der Saison 2021/22 bestritt der Drittligist SC Verl seine Heimspiele im Stadion am Lotter Kreuz, da die heimische Sportclub Arena nicht drittligatauglich war. Nach 14 Heimspielen wechselte der Verein aufgrund der „nicht optimalen Verhältnisse“ im März 2022 für die letzten 5 Heimspiele in die Benteler-Arena in Paderborn.

## Namenssponsoring
2006 wurde das Stadion in PGW Arena umbenannt.
Zum Saisonabschluss 2009/10 am 27. Mai 2010 gab der Verein zusammen mit dem damals neuen Namenssponsor SN Solartechnics GmbH & Co KG bekannt, dass das Stadion ab dem 1. Juli 2010 den Namen SolarTechnics-Arena tragen wird.
Ab der Saison 2011/12 trug das Stadion den Namen connectM-Arena, benannt nach einer Tecklenburger Werbeagentur, die allerdings im Februar 2013 Insolvenz beantragt hat. Gemäß seiner Lage am Autobahnkreuz Lotte/Osnabrück hieß das Stadion seitdem Sportpark am Lotter Kreuz.
Im Juli 2016 erhielt die Fußballarena den Sponsorennamen FRIMO Stadion. Die FRIMO Group GmbH, ein in Lotte ansässiger Hersteller von Werkzeugen und Fertigungsanlagen für die Produktion von Kunststoffkomponenten, sicherte sich die Namensrechte bis 2019. Nach drei Jahren endete der Sponsoringvertrag mit der FRIMO Group und die Anlage hieß wieder Stadion am Lotter Kreuz.